# Wilhelm Jost
Friedrich Wilhelm Jost (Friedberg (Hessen), 15 de junho de 1903 — Gotinga, 23 de setembro de 1988) foi um físico-químico alemão.

## Obras
- Explosions- und Verbrennungsvorgänge in Gasen. Berlim 1939.
- Diffusion in Solids, Liquids, Gases. 3. Edição, Nova Iorque 1960.